# 莱梅尼勒 (默尔特-摩泽尔省)
莱梅尼勒（法語：Lesménils，法語發音：[lemenil]）是法国默尔特-摩泽尔省的一个市镇，属于南锡区。

## 地理
莱梅尼勒（48°55'53"N, 6°5'56"E）面积10.84 平方千米，位于法国大東部大區默尔特-摩泽尔省，该省份为法国东北部内陆省份，是洛林的一部分，北邻比利时、卢森堡，北起顺时针与摩泽尔省、下莱茵省、孚日省和默兹省接壤。
与莱梅尼勒接壤的市镇（或旧市镇、城区）包括：舍米诺、阿通、布克西耶尔-苏弗鲁瓦蒙、塞耶河畔莫维尔、穆松、蓬塔穆松。

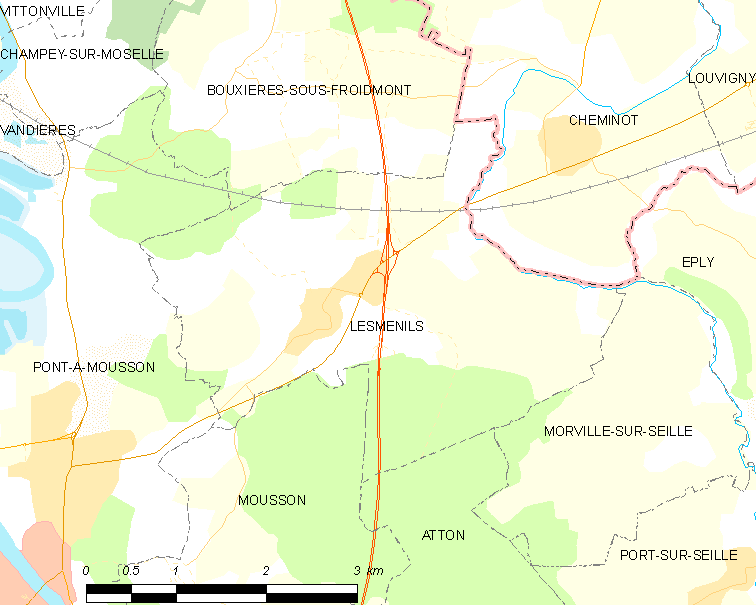
的OSM定位图

莱梅尼勒的时区为UTC+01:00、UTC+02:00（夏令时）。

## 行政
莱梅尼勒的邮政编码为54700，INSEE市镇编码为54312。

## 政治
莱梅尼勒所属的省级选区为蓬塔穆松县。

## 人口

1962-2008年间人口变化图示

莱梅尼勒于2022年1月1日时的人口数量为503人。